# La Uvita
La Uvita es un municipio colombiano, ubicado en el norte del departamento de Boyacá. Limita al norte con el municipio de San Mateo, al sur con el municipio de Chita, al Oriente con el municipio de Chita, al Occidente con el municipio de Boavita. Tiene bajo su jurisdicción el centro poblado: Cusagüi.
Su aspecto físico está compuesto de tierras quebradas y altiplanos. Se ubica en lo más agreste del ramal oriental de la Cordillera de los Andes.  Debido a ello su paisaje es riquísimo en diversidad de vistas, y su clima varía desde el más frío, en los páramos, hasta el cálido en las riberas del río Chicamocha. Su economía tiene dos ejes fundamentales:la agricultura y la ganadería que le permiten tener industrias de productos lácteos y de exportación de carnes y ganado en pie. Además de la minería especialmente de carbón.

## Toponimia
La Uvita, en idioma chibcha significa: Pradera de la fértil labranza.  

## Historia
En el fértil valle que enmarcan las ramificaciones orientales de la cordillera de los Andes, en el extremo norte del Departamento de Boyacá, Colombia, y al pie de los cerros de Monserrate, San Jerónimo y Tabor se encuentra la floreciente población de La Uvita, fundada por los españoles el 24 de diciembre de 1758.
Narran los documentos respectivos, que se encuentran en los archivos de la Curia de Tunja y de la Academia de Historia de Boyacá, así como el Acta inserta en el libro primero de la parroquia de La Uvita que "a causa de los frecuentes disturbios que se suscitaban entre los nativos del antiguo caserío de Boavita y las numerosas familias españolas que en él se habían establecido, algunas de estas resolvieron buscar un lugar más apacible y ameno al cual trasladarse para fundar allí su propia población".(1)
Así lo hizo el cura de Boavita, Vicente Ferrer del Río de Loza, en cumplimiento de los autos proferidos por el virrey español José Solís Folch de Cardona y el arzobispo de Santafé de Bogotá Francisco Javier de Arauz y Rojas.
Luego de la Conquista española de la Provincia de Tunja, por títulos de la Real Audiencia del 24 de abril de 1553 y del 19 de diciembre de 1554, se asignó a Pedro Niño González como encomendero de Boavita, introduciendo por vez primera el cultivo de la vid y la palma de dátil en el territorio.
Inicialmente el trazado de la población quedó formada por veinte manzanas, de cien metros cuadrados cada una, calles amplias y rectas, amplia plaza de armas y los demás requisitos que eran de rigor en ese entonces.
En el movimiento de los comuneros (1781), el batallón que salió de La Uvita, comandado por don Lorenzo de Medina, se unió a las fuerzas que dirigía el jefe general de la revolución don Juan Francisco Berbeo, llegó hasta “El Mortiño”, vecindario de Zipaquirá, y hubiera entrado triunfalmente a Bogotá, si los revolucionarios no hubieran sido víctimas de las capitulaciones engañosas de los emisarios del virrey.
En 1811 Tunja declaró su independencia y dictó su constitución Política el 9 de diciembre de dicho año. La Uvita se hizo representar en tan solemne acto por medio de los electores don José Mateo Saravia, don Francisco José de Angarita y don Pedro Justo Daza.
En la lucha que se suscitó en 1812 entre federalistas y centralistas, La Uvita apoyó el movimiento centralista acaudillado por don Antonio Nariño y envió un contingente de tropas para respaldarlo.
Cuando el futuro libertador, Simón Bolívar, llegó a Tunja en 1813, en busca de apoyo para liberar a Venezuela, sojuzgada por el realista Domingo Monteverde, los pueblos del norte de Boyacá formaron batallones para secundar a Bolívar. En esta ocasión el libertador visitó a La Uvita por primera vez, y allí se le ofreció un gran batallón comandado por el capitán Aniceto Gil, quien pereció en la batalla de El Salado, el 16 de octubre de 1814.
El año 1816 ,“época del terror”, las tropas del pacificador que se habían acantonado en Soatá de paso para Venezuela, llegaron hasta La Uvita sembrando el terror y la muerte, quedando la población cubierta de dolor y de luto.
En la campaña libertadora de 1819 La Uvita contribuyó con hombres, víveres, ropas y caballos. Muchos de sus hijos engrosaron los batallones que pelearon en Pantano de Vargas, Puente Pinzón, Junín, y Ayacucho, donde muchos rindieron su vida por la libertad. Entre estos merecen especial mención el Doctor Juan Gualberto Gutiérrez, quien fue médico del ejército libertador y del prócer Antonio Nariño, y ocupó importantes puestos públicos. También son dignos de mención los próceres uvitanos Luis de Álvarez, el capitán Hermógenes Gil y don Francisco Javier de Angarita.
Una vez restablecido el gobierno republicano, los pueblos del norte de Boyacá secundaron con grande entusiasmo el nuevo orden establecido.
El 14 de noviembre de 1819 el libertador Bolívar llegó a Soatá con el propósito de formar un gran ejército de 3.000 hombres para proseguir la campaña libertadora. En La Uvita estuvo los días 17 y 18 de noviembre, fue recibido con gran regocijo, se le hicieron obsequios para sus empresas libertadoras y se alistaron en sus filas numerosos soldados.
No menos importante fue la participación de La Uvita en las guerras civiles, especialmente en las de 1860; en la de 1876 murieron Víctor Pinzón, Torcuato Angarita, Julián Hernández, Ruperto y Nepomuceno Rosas y Bautista López, en la de 1895 Ignacio Leguizamón, Pablo Ortega, Manuel Nieto, Francisco Antonio Álvarez, y salieron victoriosos en la de 1.899 a 1902 Elías Galvis, Benjamín Botía, Francisco Rivera, Flaminio y Ezequiel Rosas, José María Ballén, Agustín y Francisco Sáchica , Belisario Rodríguez, Virgilio Barrera, Antonio Durán, Francisco y Resurrección Hernández, Jesús Nieto, Jesús Diaz, Valentín Leguizamón. Sobresale El General Próspero Pinzón, héroe de la guerra de los mil días, quien habiendo nacido en Villa Pinzón, se crio y educó en La Uvita, por vivir allí su familia, en defensa de sus principios políticos".(3) (4)

## Personas destacadas
En épocas recientes, La Uvita ha participado activamente en el desarrollo de la historia nacional con innumerables personajes que han aportado a su engrandecimiento, entre los que deben destacarse los sacerdotes de la religión católica Domingo, Francisco y Jorge Suárez, Parmenio y Francisco Diaz, Abel Nieto Diaz, Guillermo González, Luis Alberto Roballo, Laureano Diaz, y muchos más. Docentes adscritos a alguna comunidad religiosa, así como profesores que a lo largo de la geografía nacional han puesto sus conocimientos, talento y voluntad para el desarrollo de la nación. Especial mención merece la pedagoga Mercedes Chaves Jaime, por sus notables aportes a los campos del constructivismo y la psicopedagogía experimental.
El ejército Nacional, La Policía Nacional y La Fuerza Aérea han recibido a muchos uvitanos, que han llegado a los más altos rangos y ocupado cargos de la mayor responsabilidad. Médicos, ingenieros, abogados, administradores de empresas, empresarios, que han contribuido a la construcción y engrandecimiento de la patria. Es particularmente remarcable la década de los 80, cuando La Uvita hizo parte del Congreso de la República de Colombia con los senadores José María Nieto Rojas, y Jorge Enrique Cipagauta Galvis, un representante a la Cámara Gustavo Rodríguez Vargas y con un Magistrado de la Corte Suprema de Justicia Dr. Luis Carlos Sáchica Aponte. Todos descendientes de las mismas familias fundadoras del pueblo.

## Costumbres
La Uvita es una población rica en manifestaciones culturales como sus afamadas ferias y fiestas agropecuarias, sus regocijos públicos con ocasión de la visita de la virgen del Tabor, la celebración de los aguinaldos y del año nuevo, la Semana Santa y las romerías a través del año, al Monte Tabor.
Basta visitar las casonas espléndidas, al mejor estilo de las casas andaluzas para constatar el buen gusto, la religiosidad, el grado de cultura, amabilidad y civismo que caracterizan a sus gentes y que hacen de La Uvita un sitio especialmente bello y digno de ser visitado. Porque además queda en la ruta turística de los nevados que va de Bogotá al nevado del Cocuy.
Los habitantes de La Uvita profesan la religión católica. La iniciación en la fe, mediante el bautismo de los niños, es celebrada por la mayor parte de la población, igual que el sacramento del matrimonio o los funerales de quienes fallecen perteneciendo a la religión.

## Galería

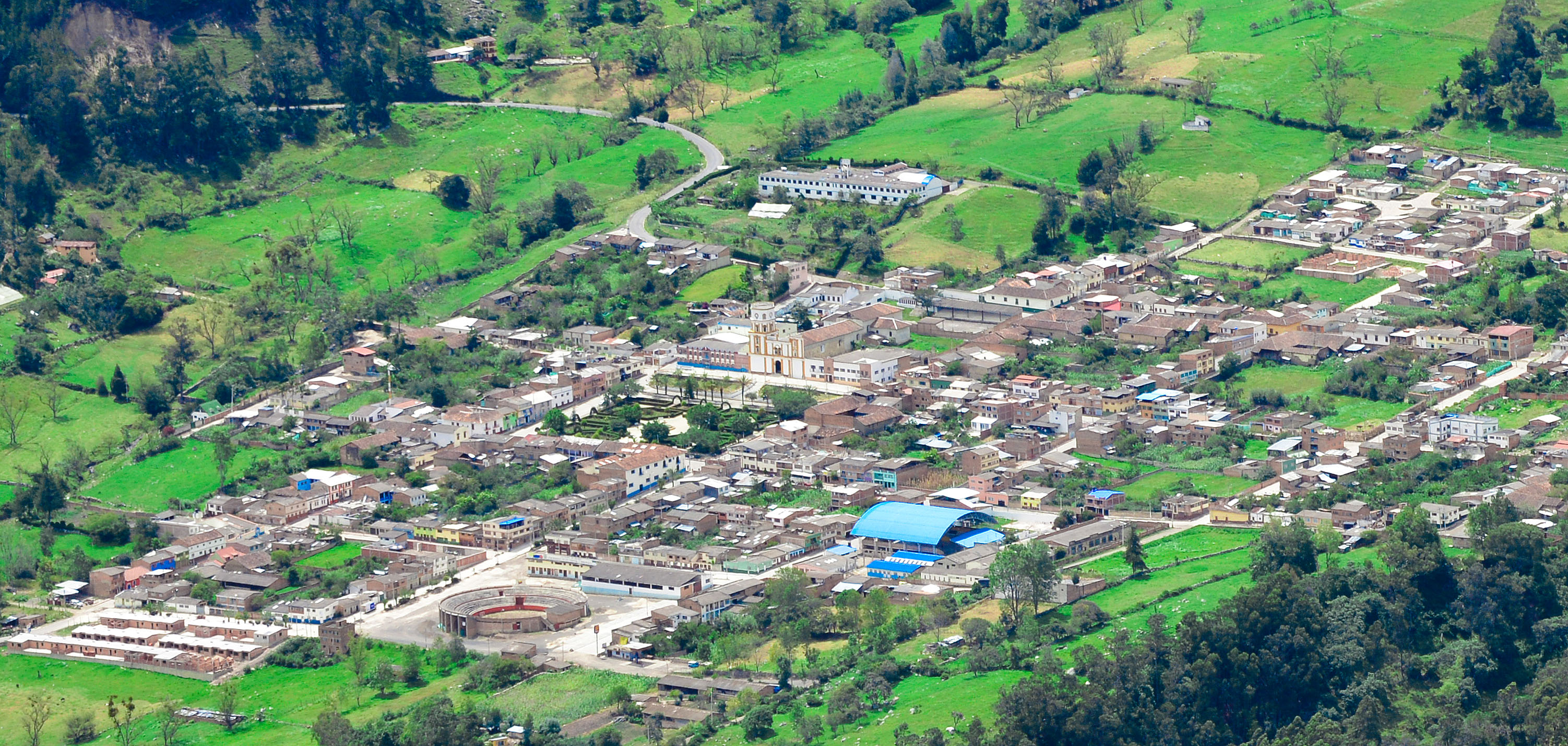
Casco Urbano del Municipio de La Uvita
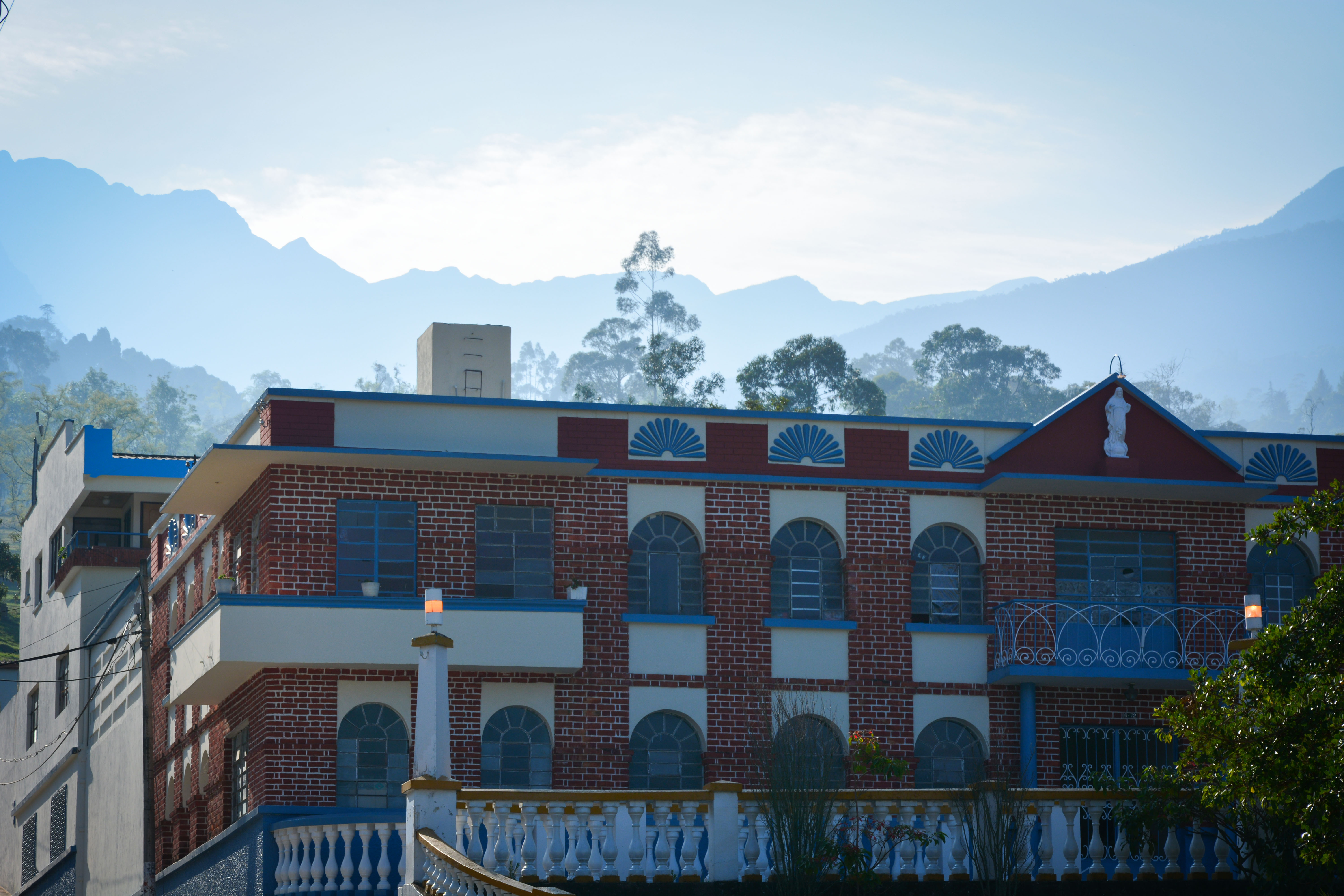
Antiguo Colegio Colegio Nuestra Señora del Pilar La Uvita
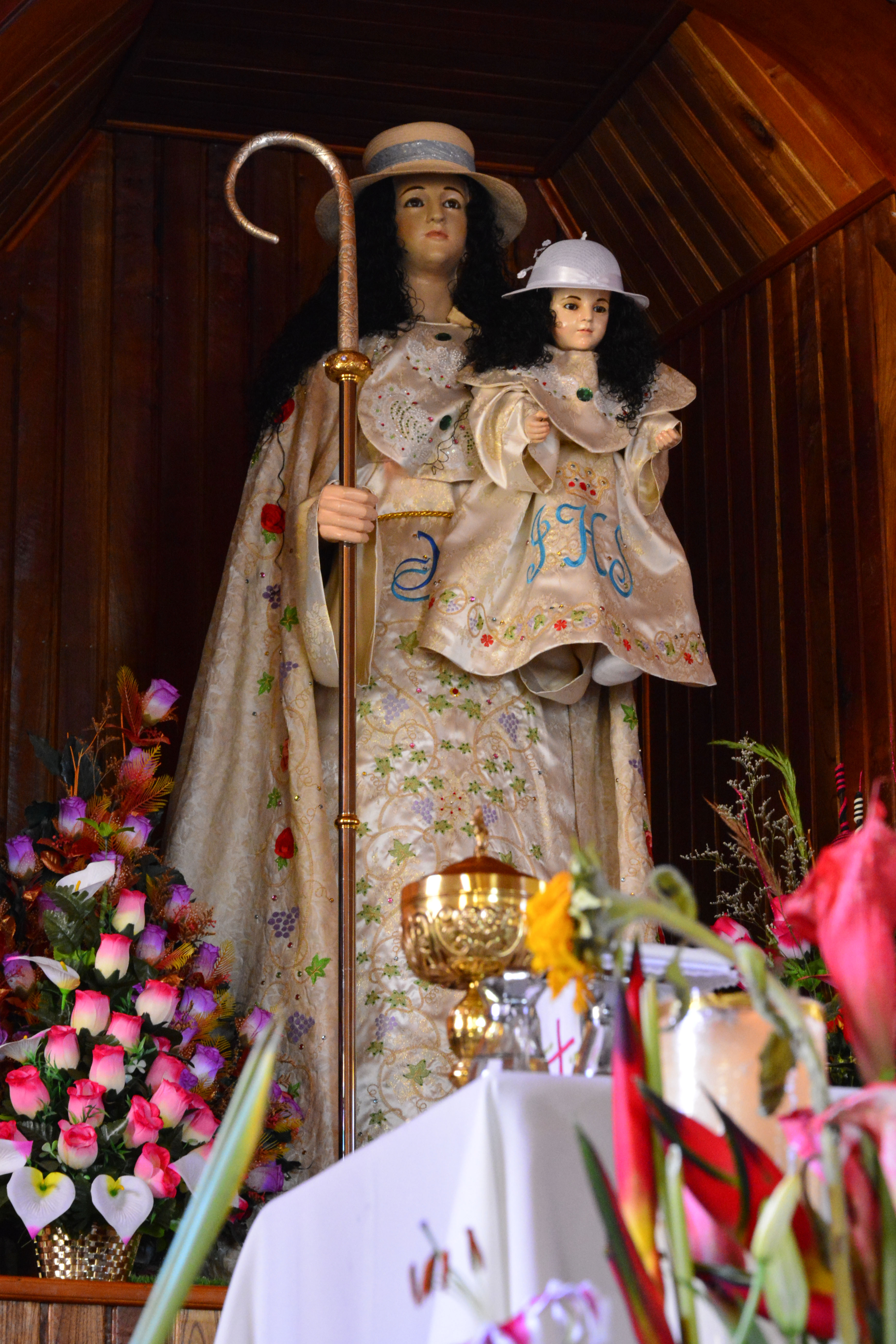
Virgen Ntra. Sra. de las Mercedes del Tabor
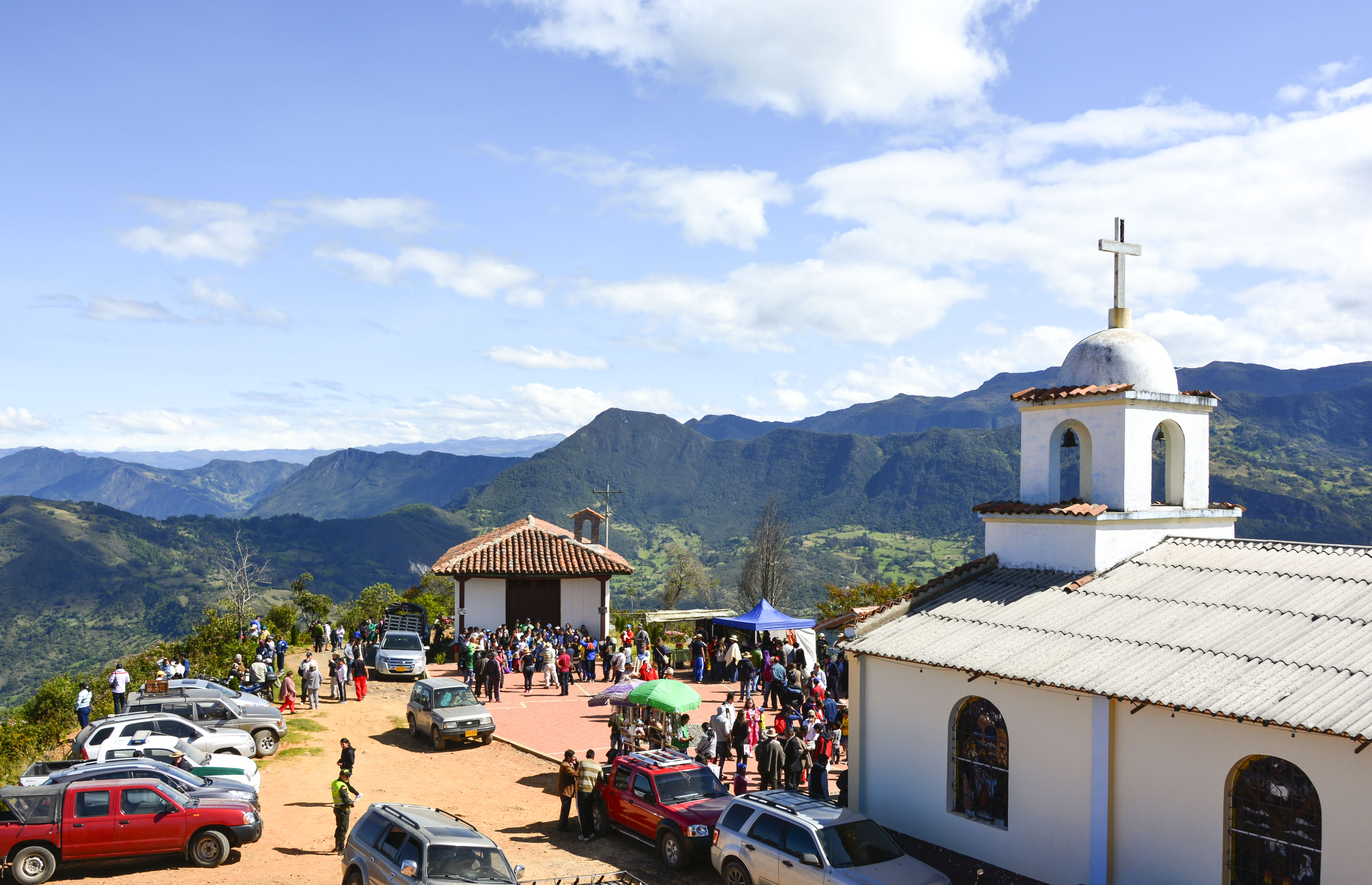
Vista Santuario Tabor
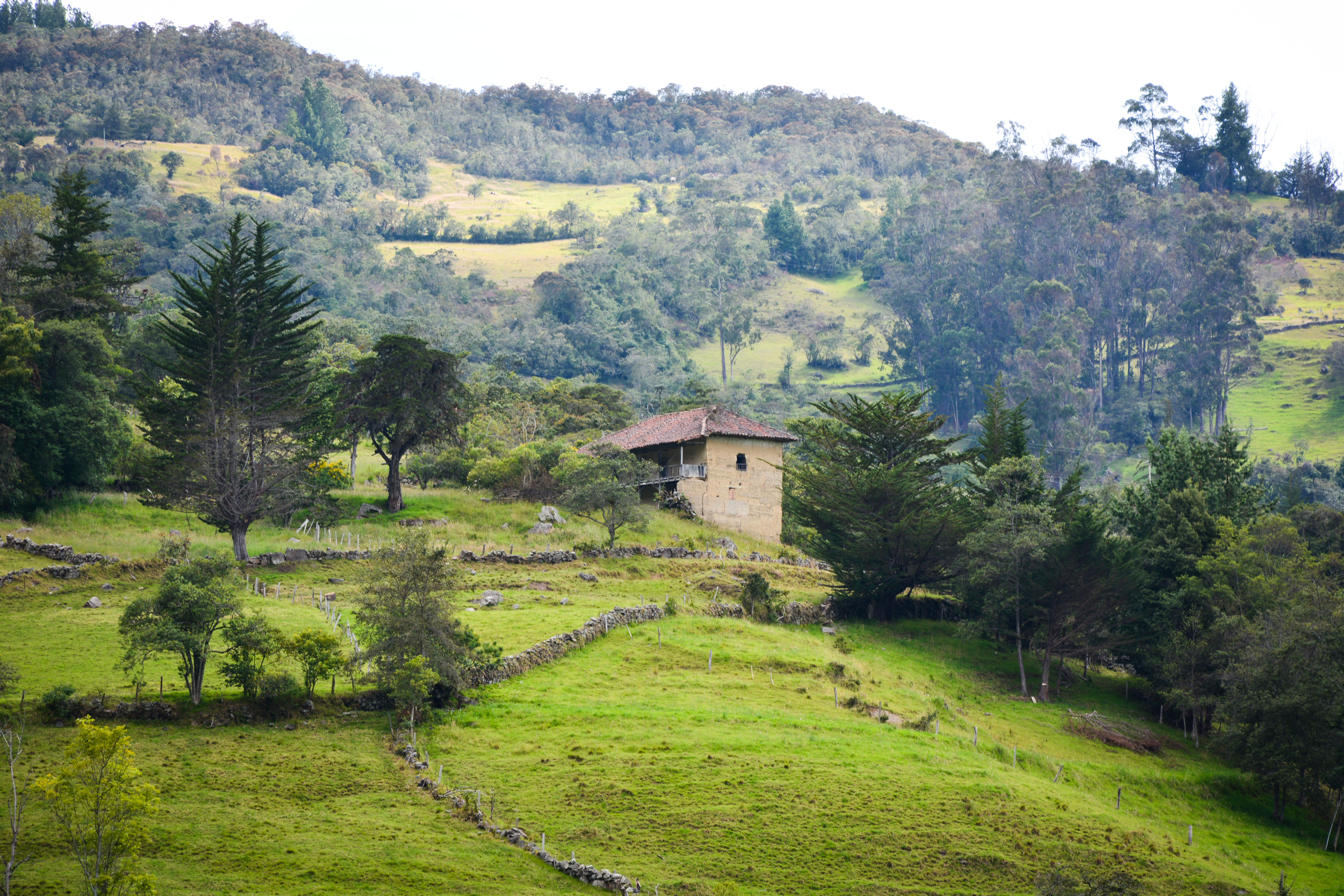
Casa de campo Antigua Vereda el Carmen
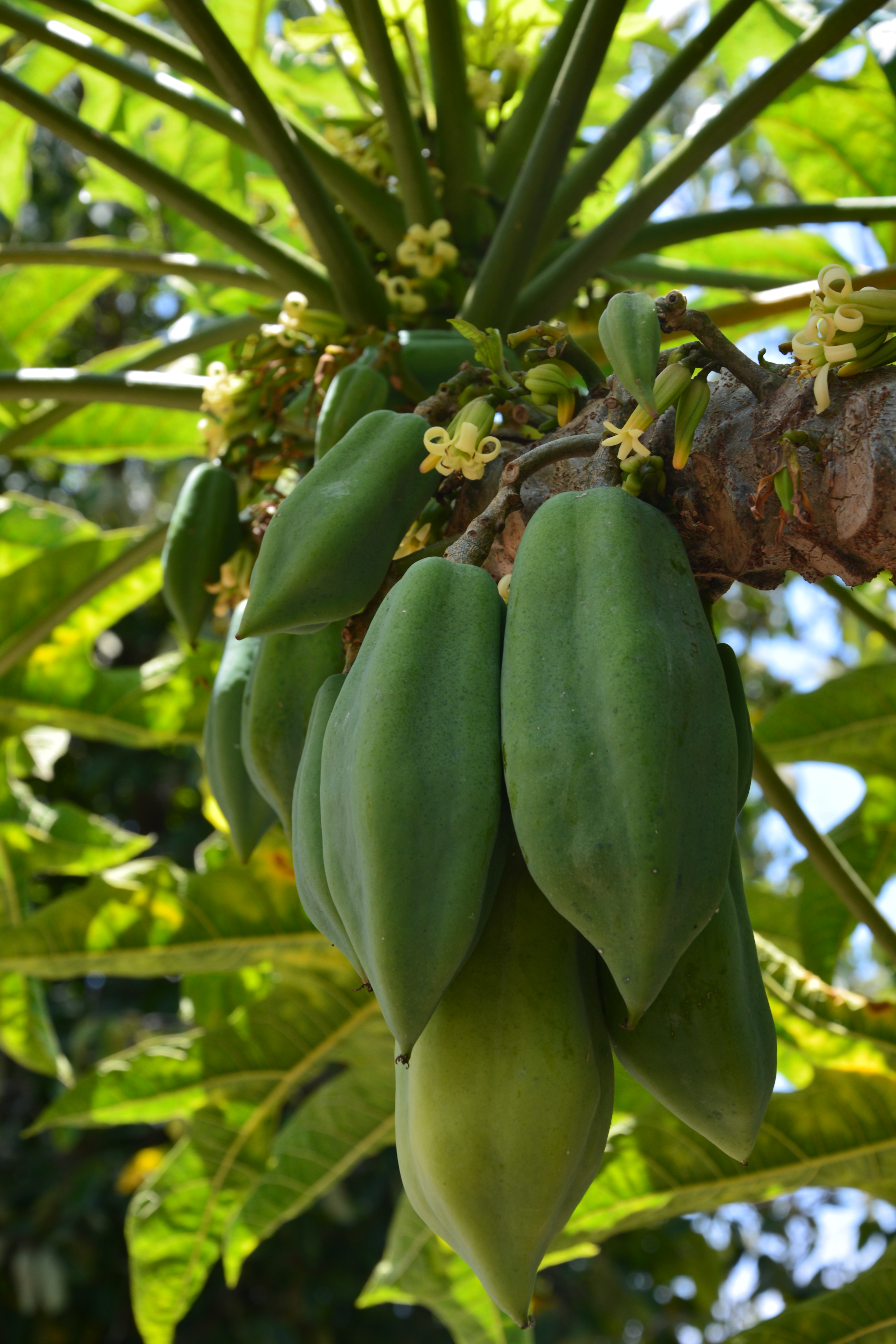
Árbol de papaya Frutas del los campos
3 Panorámica vereda3
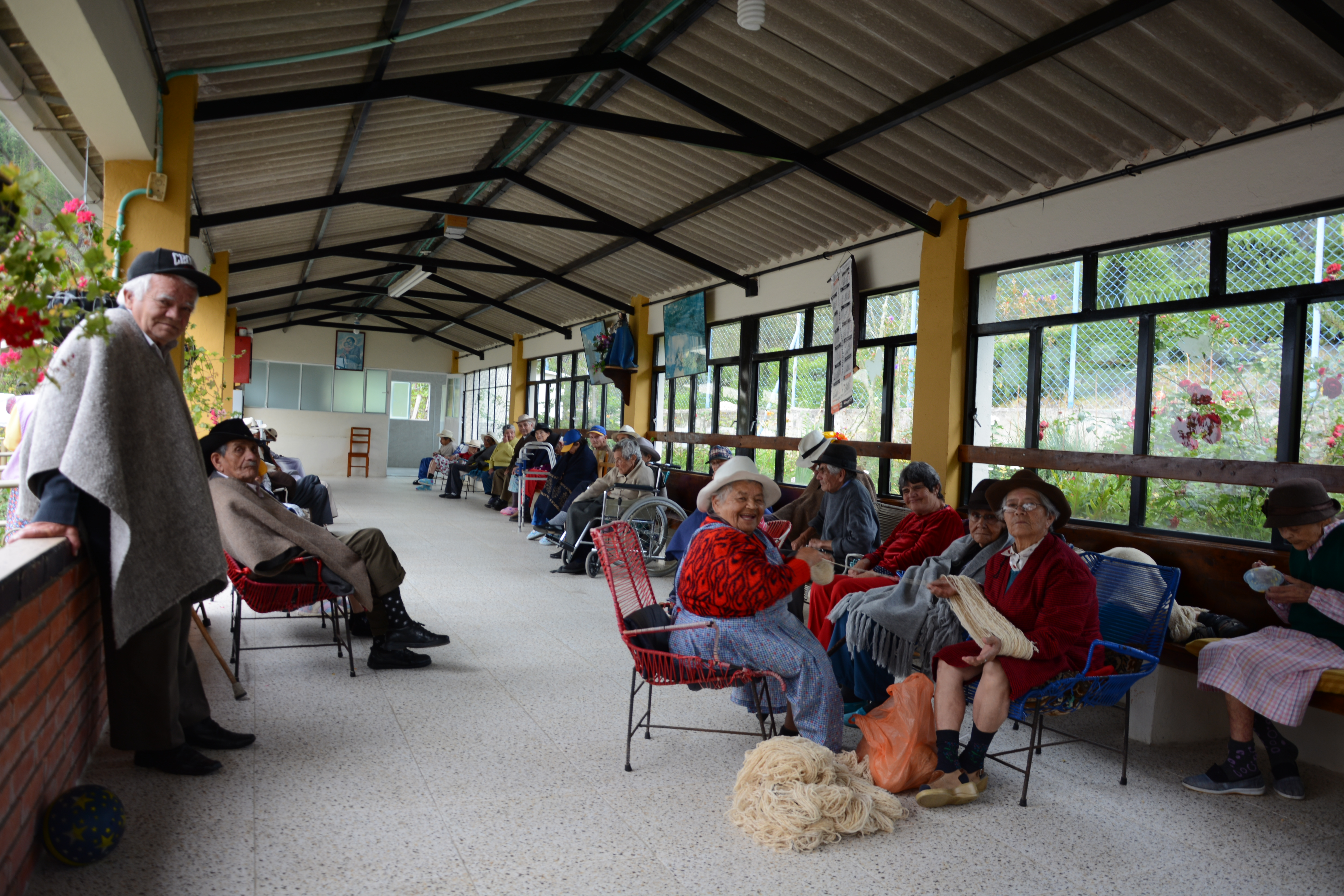
Centro de bienestar de la tercera edad San José de La Uvita
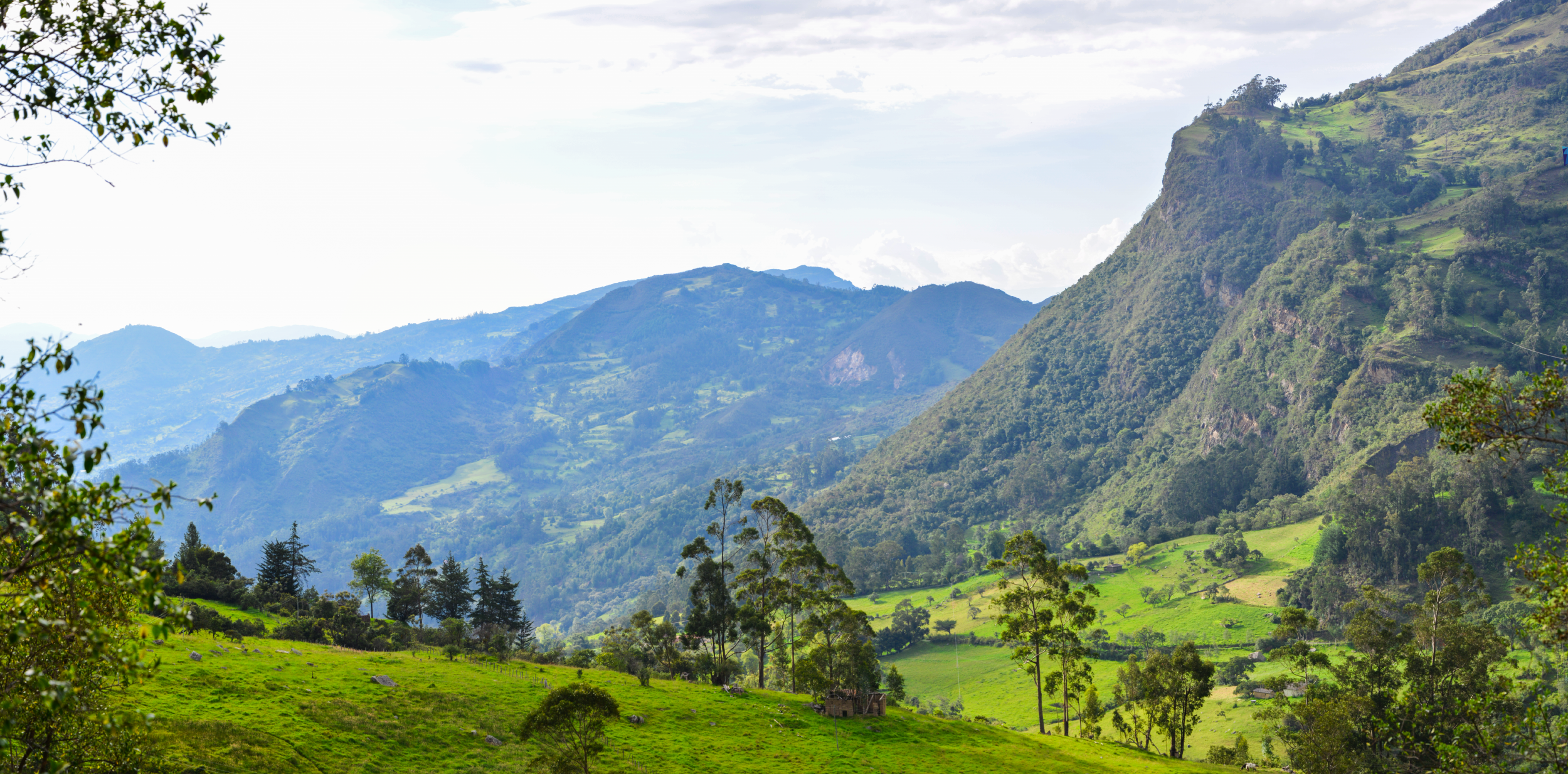
2 Panorámica vereda
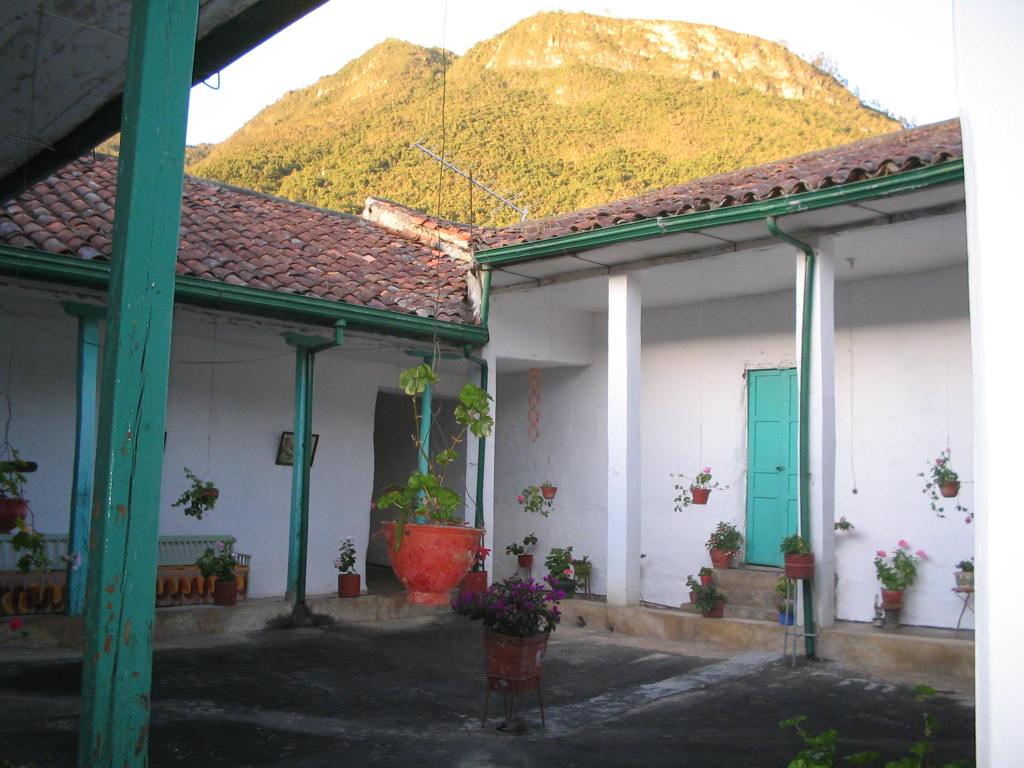
Atardecer y solar típico.
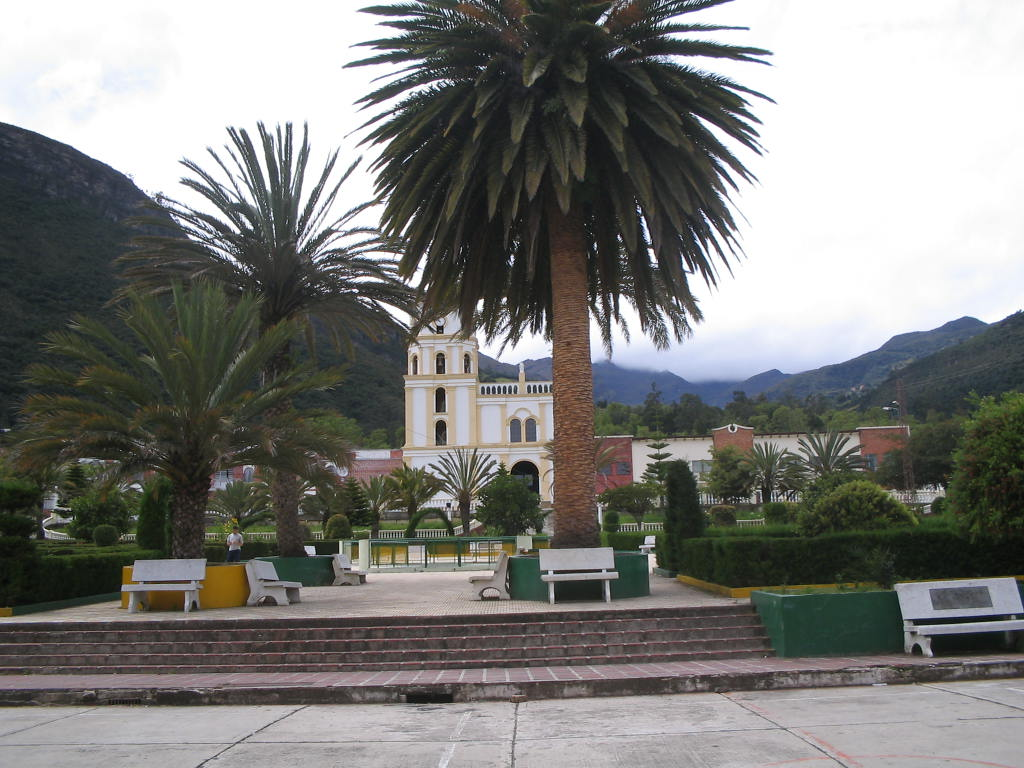
Parque central
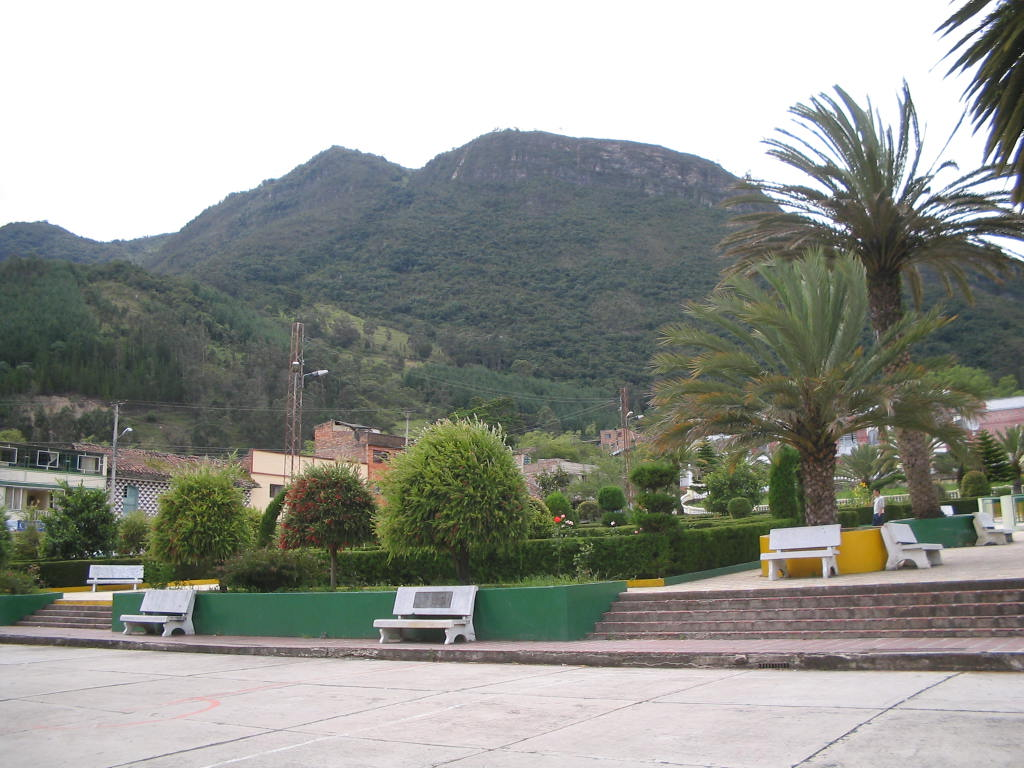
Cerro de Monserrate
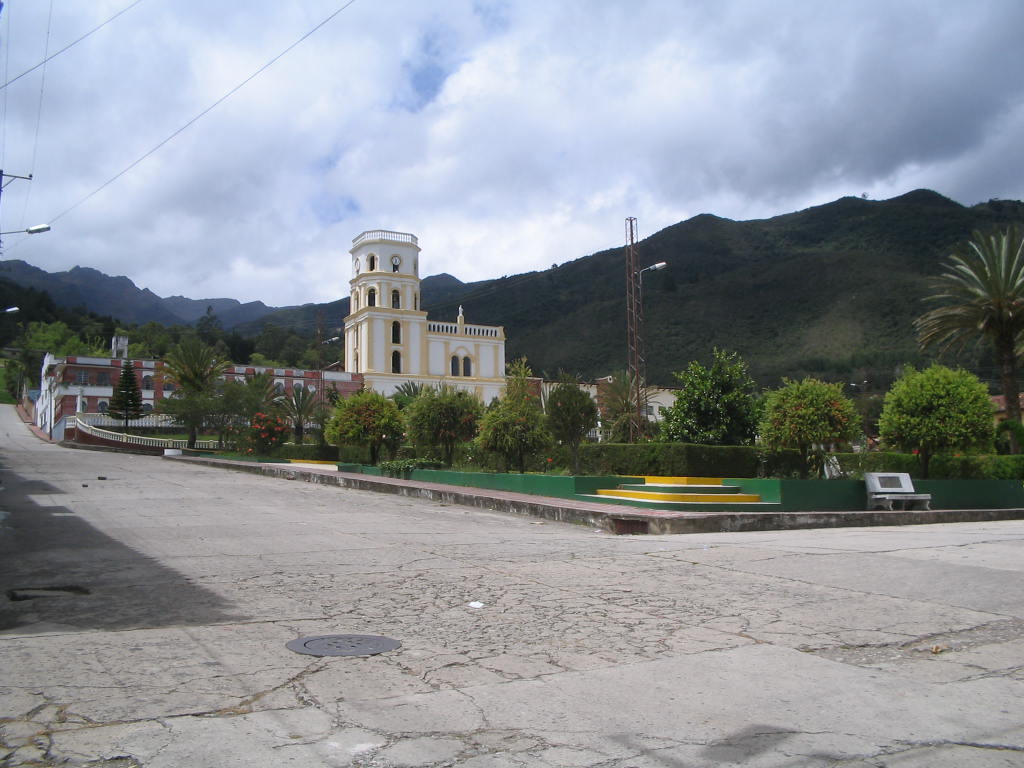
Calle
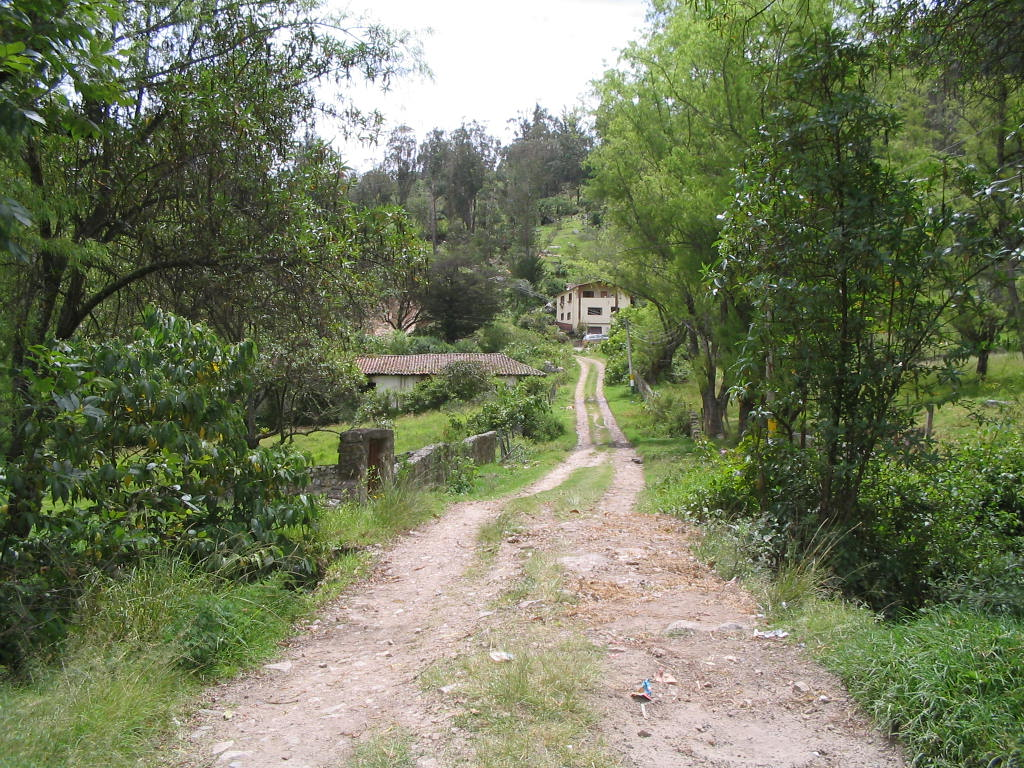
Camino veredal
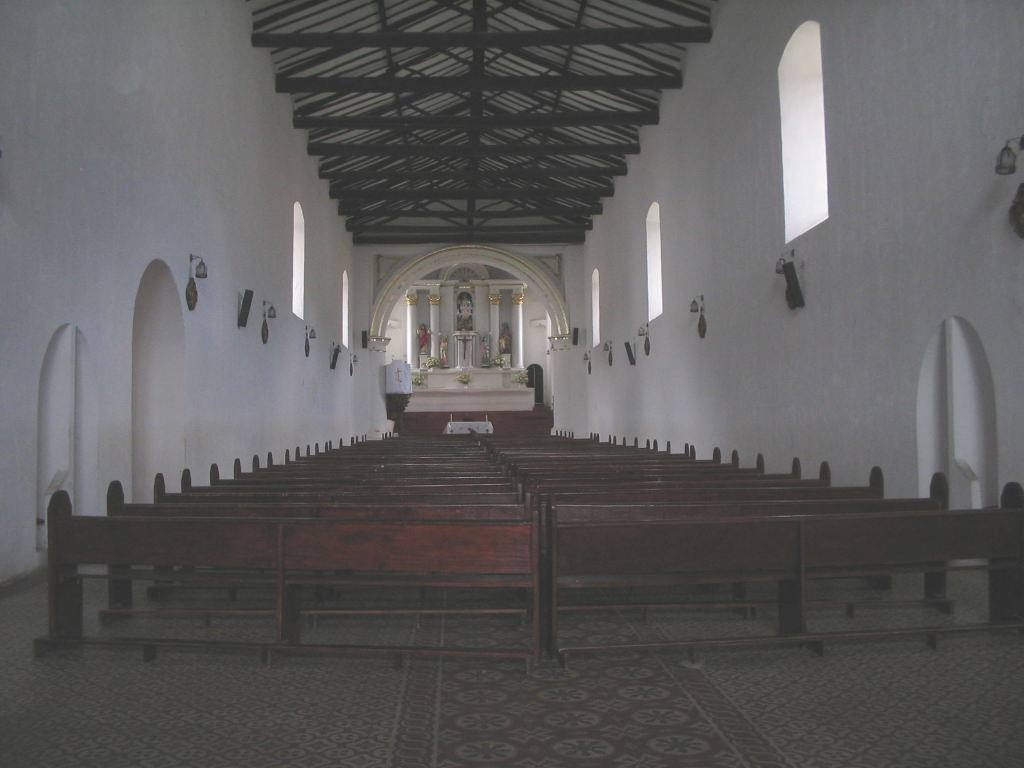
Interior de la iglesia
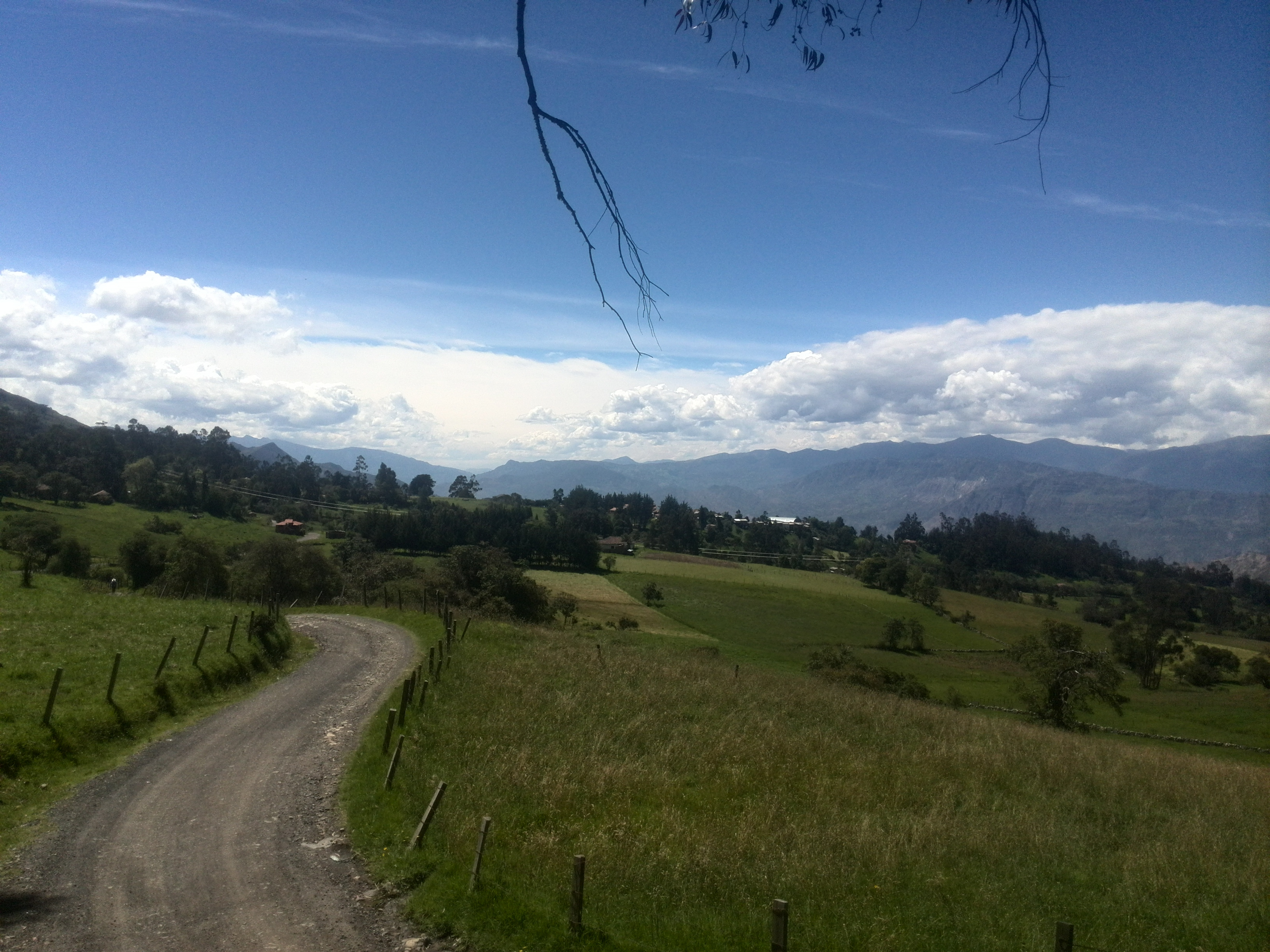
Paisaje rural